# Don Giovanni, a cenar teco

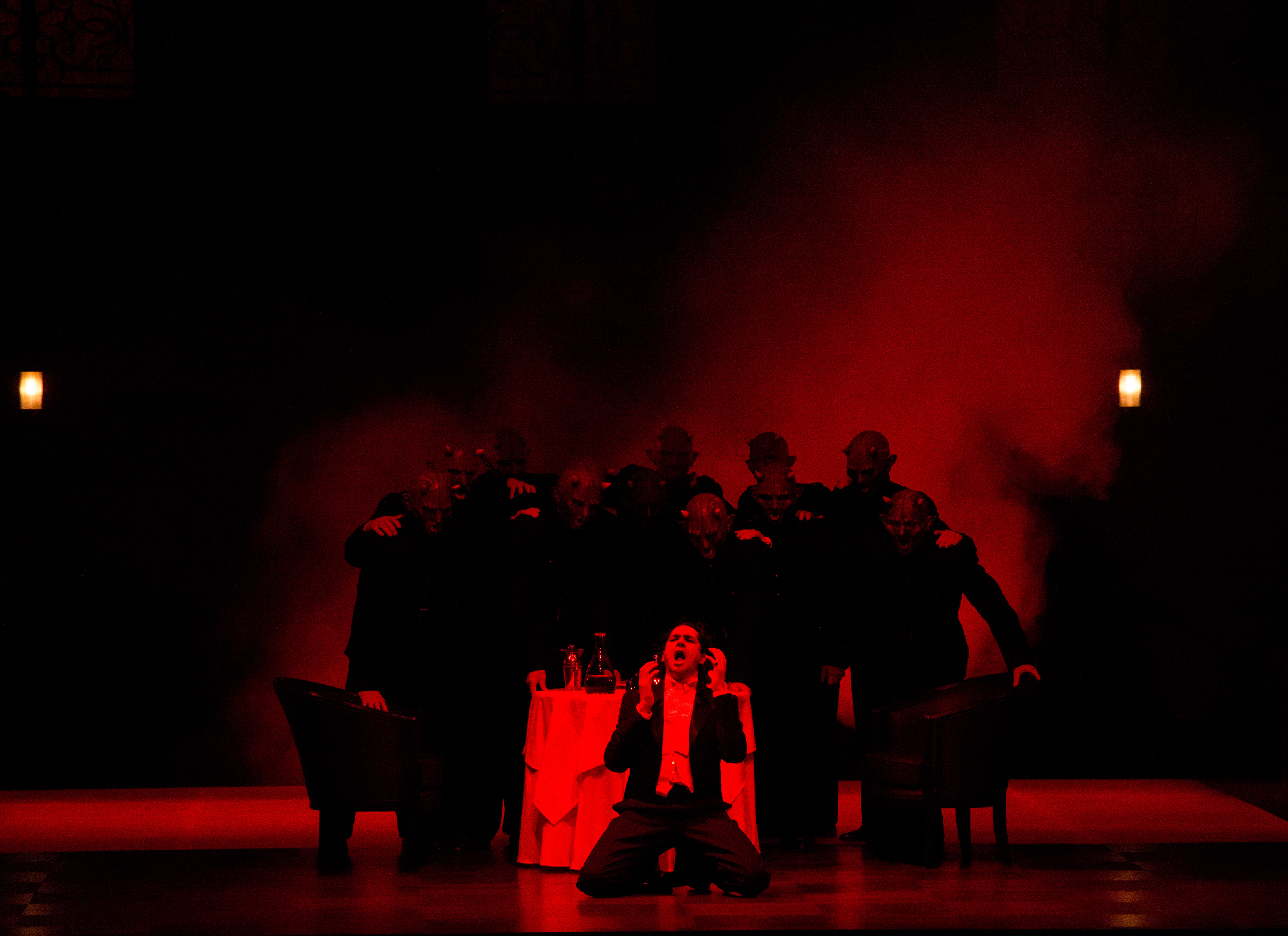
Don Giovanni a cenar teco. Festiwal w Salzburgu 2014, Ildebrando D'Arcangelo jako tytułowy bohater dzieła w otoczeniu chóru piekielnego

Don Giovanni, a cenar teco – tercet z towarzyszeniem chóru, z tekstem w języku włoskim, pochodzący z drugiego aktu opery Don Giovanni z muzyką Wolfganga A. Mozarta i librettem Lorenza Da Pontego. Fragment przypisany jest do ról Komandora z Sewilli (bas), tytułowego bohatera opery (baryton) i jego sługi, Leporella (bas-baryton).

## Umiejscowienie w operze
Don Giovanni, szlachcic będący hulaką i mordercą, ucztuje po kolejnym dniu miłosnych podbojów. Wezwał on wcześniej na wieczerzę, podczas nocnej eskapady na cmentarz, nawet kamienny posąg zabitego przez samego siebie Komandora, ojca Donny Anny, drwiąc przy tym ze swojego sługi, Leporella.

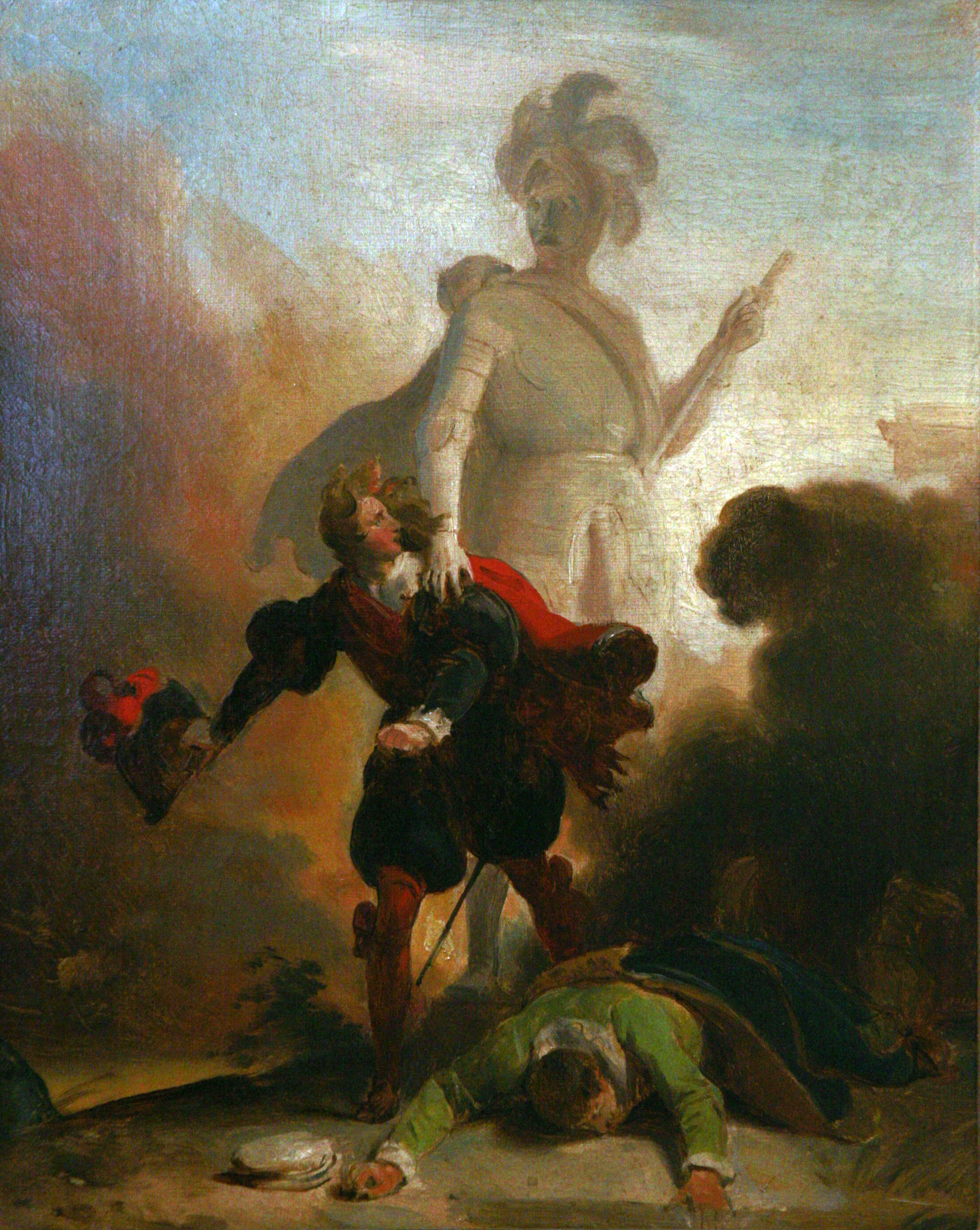
Ilustracja fragmentu, Alexandre-Évariste Fragonard, około 1830-35

Tymczasem Donna Elwira, która ostatni raz chciała sprawdzić uczucia swoje i swojego kochanka, wybiega z jego jadalni nie osiągnąwszy celu. Widząc zaś zaproszoną statuę idącą wprost na ucztę, krzyczy przerażona, a sprawdzający co się dzieje Leporelllo, raczej nie wykazuje wiele więcej odwagi. Język niemal utkwił mu w gardle i słowa, jakimi chce poinformować swojego pana o przybyciu niecodziennego, chociaż faktycznie zaproszonego, gościa, stają się chaotyczne. Szybko też chce ukryć się pod stołem. 
Szlachcic sam wreszcie otwiera drzwi przybyszowi mocno się do nich dobijającemu.

### Tercet
Komandor pod swą kamienną postacią rzeczywiście przybywa. Witając się z Don Giovannim rezygnuje jednak z ziemskiej strawy, gdyż nie żywi się już tym samym co śmiertelnicy. Proponuje jednak Don Giovanniemu inną ucztę i nakazuje mu podanie ręki. Zapobiec przyjęciu takiego zaproszenia próbuje Leporello tłumaczący absurdalnie, iż jego pan nie ma na to czasu. Tymczasem w sercu awanturnika wzbudza to dodatkową ciekawość, nie jest on przecież tchórzem. Wyciąga zatem rękę do Komandora i czuje przenikliwy chłód. Może tylko żałować za swoje winy, czego jednak nie chce uczynić, ginie więc w czeluściach otwierających się nagle przed nim piekieł przy wtórze chóru tamtejszych duchów. Teraz faktycznie jest za późno, jak jeszcze mówi o nim przybysz z zaświatów również udający się za Don Giovannim.
Zapadnięcie się Don Giovanniego w piekielnych czeluściach czasami kończy realizacje tej opery, również te współczesne. Pierwszy raz tą sceną zakończyli spektakl i zrezygnowali z ostatniego sekstetu sami autorzy wystawiając Don Giovanniego z przeróbkami dla Wiednia.

## Obsada premier
Podczas światowej prapremiery 29 października 1787 w Teatrze Nostitza w Pradze partię Komandora wykonywał Giuseppe Lolli, rolę Don Giovanniego śpiewał Luigi Bassi, a jako Leporello wystąpił Felice Ponziani. W zmienionej nieco wiedeńskiej wersji opery, której premiera miała miejsce 7 maja 1788, byli to kolejno: Francesco Bussani (Komandor), Francesco Albertarelli (Don Giovanni) i Francesco Benucci.